# چیه‌می چیبا
چیه‌می چیبا (انگلیسی: Chiemi Chiba؛ زاده ۲۵ فوریهٔ ۱۹۷۵) خواننده و مدل اهل ژاپن است.